# Kovács Lajos (katolikus pap)
Rev. Kovács Lajos (más változatban: Rev. Louis Kovacs, Lajos von Kovacs, Rev. Louis Von Kovacs de Jardanhaza, Járdánházi Kovács Lajos) (Nagykanizsa, 1877. augusztus 31. – Detroit, 1927. július 22.), amerikai magyar katolikus pap.

## Élete az óhazában
Rev. Kovács Lajos (más változatban: Rev. Louis Kovacs, Lajos von Kovacs, Rev. Louis Von Kovacs de Jardanhaza, Járdánházi Kovács Lajos) édesapja Kovács Lajos, édesanyja Bunsel Hernin (Kovács Hermina) voltak. Valószínűsíthetően ősi, nemesi családból (Járdánházi Kovács család) származik. 
Középiskolai tanulmányai után Budapesten joghallgató, de ezt abbahagyva teológiai tanulmányokba kezdett. Még joghallgató korában közeli ismeretségbe került Ady Endrével, akivel gyakran levelezett Amerikából is. Miután egy évet a temesvári püspöki udvarban töltött, 1900. április 6-án szentelte pappá Dessewffy Sándor csanádi püspök. 
1900-ban Nagyőszön valamint Gyarmatán (Temes megye), 1901. november 10-től Szenthuberten (ma: Bánátnagyfalu), majd Mezőkovácsházán káplán, amíg le nem betegedik. 1904. február 5-től Nagybecskereken káplán és hitoktató. 1902-ben Szegeden jelenik meg: Álmaim: apró történetek és elbeszélések c. könyve. 1903-ban lefordítja P. Brors X. Ferenc A keresztény hitvédelem abc-je c. könyvét, mely nagy sikert ér el. 1905-ben sikertelenül próbálja magát országgyűlési képviselőnek megválasztatni.

## Élete az Egyesült Államokban
Az Egyesült Államokba 1905-ben vándorolt ki. 1905-től Dillonville, OH, 1906-ban Perth Amboy, N.J. (Metucheni egyházmegye), az ekkor épült a Magyarok Nagyasszonya templom plébánosa, 1907-08. között New York, NY (New York-i főegyházmegye), Szent István e.k., 1911-ben South Bend, IN, (Forth Wayne-South Bendi egyházmegye) Szent István e. k., 1912. májusától Bethlehem, PA, (Altoona-Johnstowni egyházmegye) Kapisztrán Szent János e. k., 1913. október 15. és 1915. szeptember 1. között a Passaici Szent István római katolikus magyar templom, (Patersoni egyházmegye), 1915. szeptemberétől Youngstown, OH, (Youngstowni egyházmegye) Szent István e. k., majd Connelsville, PA, (Greensburgi egyházmegye) Szent Imre e. k., 1918-tól Pittsburgh, PA, (Pittsburgh-i egyházmegye) Szent Anna e.k., végül 1921. decemberétől haláláig Detroit, MI, (Detroiti egyházmegye); Szent Kereszt e. k. Ez idő alatt 1925 és 1926 között kiadja a Katholikus Örszem c. hetilapot, melynek megszűnését az korabeli egyháztörténész Feysz A. Hugolin úgy kommentálta, hogy  „az amerikai katholikus magyarok szempontjából a legnagyobb veszteség volt.”
Habsburg Jenő főherceg 1907-ben felvette a Német Lovagrend tagjai közé. 
Rev. Kovács Lajos Detroitban hunyt el, 1927. július 22-én 48 éves korában. A halál oka valószínűleg bakteriális fertőzés okozta szívhártyagyulladás, valamint magas vérnyomás. A Saint Josephs Cemetery-ben nyugszik, Connellsville-ben, Fayette megyében, Pennsylvania államban, édesanyjával (+1917) közös sírban.

## Irodalmi tevékenysége
- Álmaim: apró történetek és elbeszélések, Szeged, 1902.
- A keresztény hitvédelem abc-je, Temesvár, 1903 (fordítás)
- Katholikus Őrszem c. újság szerkesztője 1923-24.